# Парламентские выборы в Кот-д’Ивуаре (1990)
Парламентские выборы в Кот-д’Ивуаре прошли 25 ноября 1990 года, они стали первыми с момента перехода страны на многопартийную систему в начале года. Хотя в выборах участвовало 17 из 25 легализованных политических партий, около половины из 490 кандидатов представляли Демократическую партию. Демократическая партия получила 71,7% голосов и 163 из 175 мест. В парламент вошло две оппозиционные партии и независимые, получившие в целом 12 мест. Явка составила около 40%.

## Результаты
| Партия                              | Голоса    | %    | Мест | +/-   |
| ----------------------------------- | --------- | ---- | ---- | ----- |
| Демократическая партия Кот-д’Ивуара | 1 324 549 | 71,7 | 163  | -12   |
| Ивуарийский народный фронт          | 365 999   | 19,8 | 9    | новая |
| Независимые                         | 157 264   | 8,5  | 2    | новая |
| Ивуарийская рабочая партия          | 157 264   | 8,5  | 1    | новая |
| Недействительных/пустых бюллетеней  | 24 480    | -    | -    | -     |
| Всего                               | 1 872 292 | 100  | 175  | 0     |
| Источник: Nohlen et al.             |           |      |      |       |